# Agrypnus caliginosus
Agrypnus caliginosus là một loài bọ cánh cứng trong họ Elateridae. Loài này được Boisduval miêu tả khoa học năm 1835.